# 히라오카 야스나리
히라오카 야스나리(일본어: 平岡 靖成, 1972년 3월 13일 ~ )는 일본의 전 축구 선수이다.

## 구단 경력
과거 오츠카 제약, 교토 퍼플 상가, 오이타 트리니타, 나고야 그램퍼스 에이트, 오미야 아르디자에서 활동하였다.